# Змисльона-Ліґоцька
Змисльона-Ліґоцька (пол. Zmyślona Ligocka) — село в Польщі, у гміні Кобиля Ґура Остшешовського повіту Великопольського воєводства.
Населення — 62 особи (2011).
У 1975-1998 роках село належало до Каліського воєводства.

## Демографія
Демографічна структура станом на 31 березня 2011 року:
|          | Загалом | Допрацездатний вік | Працездатний вік | Постпрацездатний вік |
| -------- | ------- | ------------------ | ---------------- | -------------------- |
| Чоловіки | 30      | 9                  | 17               | 4                    |
| Жінки    | 32      | 7                  | 15               | 10                   |
| Разом    | 62      | 16                 | 32               | 14                   |